# Vermontkoppar
Vermontkoppar var kopparmynt som användes som valuta i Republiken Vermont. De började präglas 1785 och gavs ut fram till 1791 när Republiken Vermont som den fjortonde delstaten anslöt sig till USA.

## Historia
Den 10 juni 1785 samlades Vermonts representanthus för att utse en kommitté på tre man som skulle utreda en begäran av Reuben Harmon Jr om att få ensamrätten att prägla kopparmynt för republiken Vermont. Den 15 juni fattades beslutet om att låta Reuben Harmon Jr prägla mynt i två år för republiken Vermonts räkning. I oktober 1786 bad Harmon om att få tidsperioden förlängt från de ursprungliga två åren till tio år. Vermont beslutade att när Harmons ursprungliga tillstånd löpte ut skulle det förlängas med åtta år.